# Manchester City F.C.
Manchester City Football Club engleski je nogometni klub iz grada Manchestera. Trenutačno igra u engleskoj FA Premier ligi, prvom rangu engleskoga nogometa. Klub je osnovan 1880. godine kao St. Marks (West Gorton), 1887. postaje Ardwick Association Football Club prije nego što je 16. travnja 1894. promijenio ime u Manchester City FC.
Državno prvenstvo osvajao je osam puta, FA kup sedam puta te jednom Kup pobjednika kupova, UEFA Ligu prvaka, UEFA Superkup i FIFA Svjetsko klupsko prvenstvo. Najuspješnije razdoblje kluba bilo je kasnih 1960-ih i ranih 1970-ih, kada su osvojili nekoliko prestižnih trofeja pod vodstvom Joea Mercera, s igračima poput Colina Bella i Francisa Leeja. Tijekom 1990-ih klub je dva puta u tri godine ispadao u niži rang natjecanja, te su čak igrali u engleskoj trećoj ligi. Međutim, od tada su znatno napredovali, posebice ulaskom krupnog kapitala u klub te zadnjih godina City igra važnu ulogu u engleskom Premiershipu.
Od 2007. godine predsjednik kluba bio je bivši tajlandski premijer Thaksin Shinawatra, koji je kupio većinski paket dionica u vrijednosti od 81,6 milijuna funti. Sljedeće je godine klub kupila privatna tvrtka iz Ujedinjenih Arapskih Emirata za 210 milijuna funti. Trenutačni vlasnik kluba je Mansour bin Zayed Al Nahyan. 
Klub je poznat po svom stadionu (City of Manchester Stadium) koji je izgrađen 2002. godine. Prvi put su zaigrali na Etihadu u sezoni 2003./04.

## Rivalstva
Najveće Cityjevo rivalstvo je s njihovim sugrađanima Manchester Unitedom. Oni igraju takozvani Manchesterski derbi, no ipak više ljudi iz Manchestera navija za City nego za United. 
U zadnjih nekoliko godina City je razvio rivalstvo s Liverpoolom zbog toga što se ova dva kluba često bore za naslov.
Manchester City također ima lokalna rivalstva s Bolton Wanderersima, Oldham Athleticom i Stockport Countyjem.

## Klupski uspjesi

### Domaći uspjesi
Englesko prvenstvo/FA Premier liga:
- Prvak (10): 1936./37.,  1967./68., 2011./12., 2013./14., 2017./18., 2018./19., 2020./21., 2021./22., 2022./23., 2023./24.
- Drugi (6): 1904., 1921., 1977., 2012./13., 2014./15., 2019./20.

Prva divizija:
- Prvak (7): 1899., 1903., 1910., 1928., 1947., 1966., 2002. (rekorderi sa 7 naslova)
- Drugi (4): 1896., 1951., 1989., 2000.

Druga divizija:
- Pobjednici doigravanja 1999.

FA kup:
- Prvak (7): 1904., 1934., 1956., 1969., 2011., 2019., 2023.
- Finalist (7): 1926., 1933., 1955., 1981., 2013., 2024., 2025.

Liga kup/Carabao kup
- Osvajač (8): 1970., 1976., 2014., 2016., 2018., 2019., 2020., 2021.
- Finalist (1): 1974.

Charity Shield:
- Osvajač (7): 1937., 1968., 1972., 2012., 2018., 2019., 2024.
- Finalist (9): 1934., 1956., 1969., 1973., 2011., 2014., 2021., 2022., 2023.

Full Members kup:
- Finalist (1): 1986.

### Međunarodni uspjesi
UEFA Liga prvaka:
- Osvajač (1): 2022./23.
- Doprvak (1): 2020./21.

Kup pobjednika kupova:
- Osvajač  (1): 1969./70.

UEFA Superkup:
- Osvajač (1): 2023.

FIFA Svjetsko klupsko prvenstvo:
- Osvajač (1): 2023.

## Rekordi
- Najviša ligaška pobjeda – 11:3 protiv Lincoln Cityja (23. ožujka 1895.)
- Najviša pobjeda u FA kupu – 12:0 protiv Liverpool Stanleyja (4. listopada 1890.)
- Najviši poraz – 1:9 protiv Evertona (3. rujna 1906.)
- Najviši poraz u FA kupu – 0:6 protiv Preston North Enda (siječanj 1897.)
- Najviše gledatelja – 84.569 protiv Stoke Cityja (3. ožujka 1934.)
- Najviše ligaških nastupa – 561 + 3, Alan Oakes 1958. – 1976.
- Najviše nastupa – 668 + 4, Alan Oakes 1958. – 1976.
- Najbolji strijelac svih vremena – 178, Eric Brook 1928. – 1940.
- Najviše golova u jednoj sezoni – 52, Erling Haaland 2022./23.
- Najviše plaćen transfer – 100 milijuna funti Aston Villi za Jacka Grealisha, kolovoz 2021.[3]
- Najviša dobivena odšteta –  54,8 milijuna funti od Bayerna za Leroya Sanéa, srpanj 2020.[4]

## Vanjske poveznice
- Službena stranica (engl.)